# Papa della Chiesa ortodossa copta

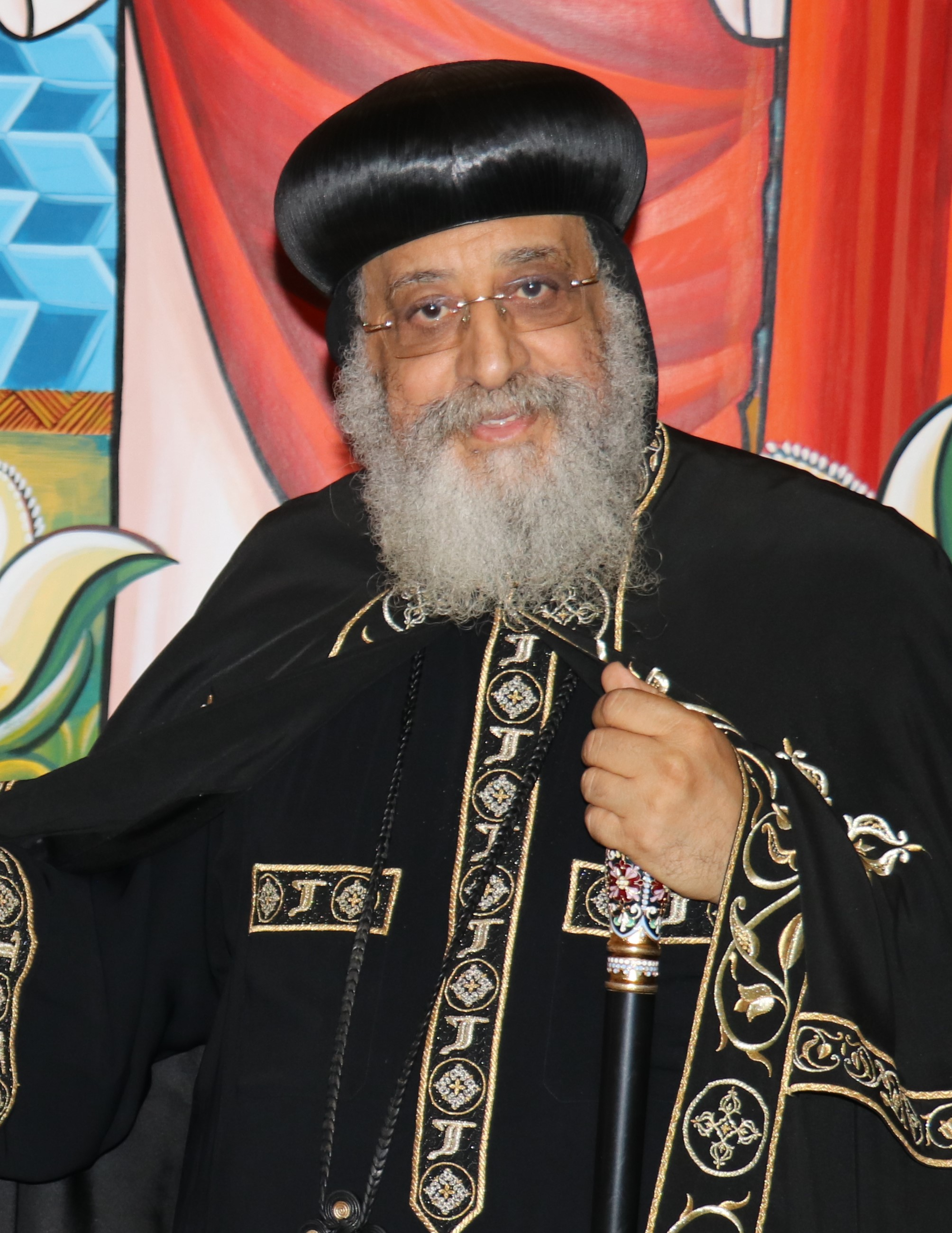
Teodoro II, attuale papa della chiesa copta e patriarca di Alessandria

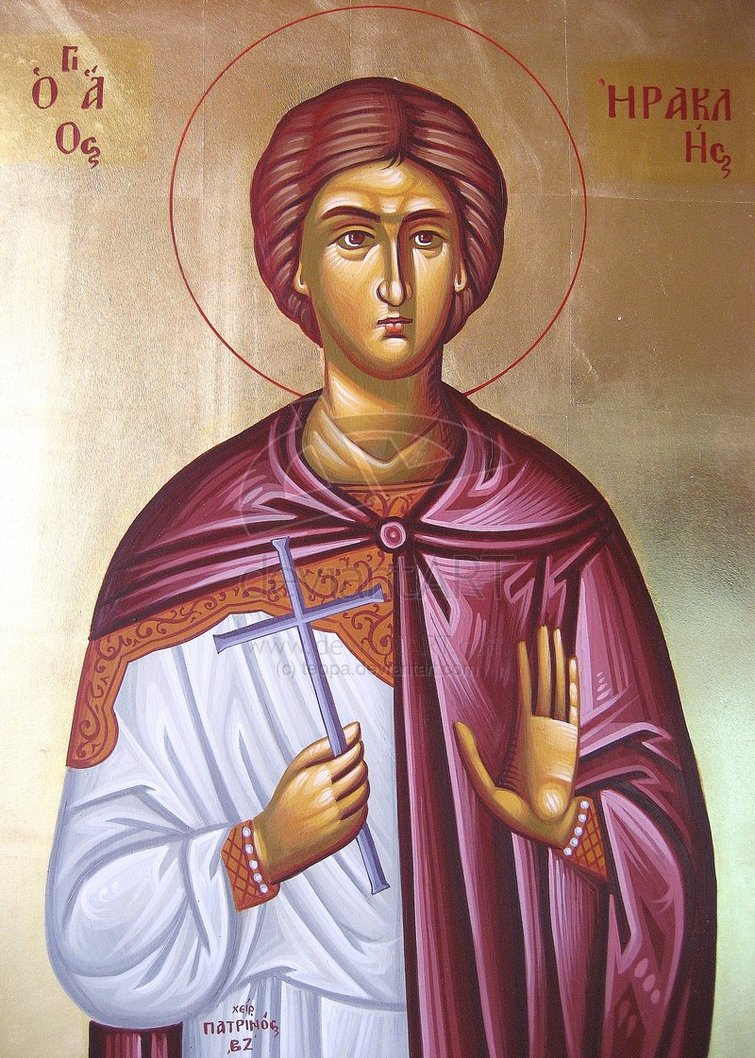
Eraclio di Alessandria, primo papa della chiesa copta

Il Papa della Chiesa ortodossa copta, ufficialmente Papa d'Alessandria e patriarca della predicazione di san Marco e di tutta l'Africa, conosciuto anche semplicemente come Papa di Alessandria, è il primate della Chiesa ortodossa copta e uno dei tre patriarchi di Alessandria esistenti (gli altri due sono il Patriarca di Alessandria dei Copti, cattolico, e il Patriarca greco-ortodosso di Alessandria, ortodosso). Il suo trattamento è Sua Santità.
Dal 4 novembre 2012 il Papa della Chiesa ortodossa copta è Tawadros II.

## Elezione del papa della Chiesa copta
L'elezione del Papa di Alessandria si compone di varie fasi:
1. Muore il Papa;
2. Entro sette giorni è nominato un reggente. Il Sacro Sinodo lo sceglie al suo interno (normalmente viene nominato il decano o comunque uno dei vescovi più anziani);
3. Il reggente coordina un comitato di 14 vescovi (scelti anch'essi all'interno del Sacro Sinodo) che ha il compito di valutare e soppesare i profili dei possibili candidati alla successione. I candidati devono soddisfare alcuni requisiti, che si tramandano da secoli: avere compiuto 40 anni, aver condotto vita monastica per almeno 15 anni e non avere mai contratto matrimonio;
4. Allo scadere del mese che gli è stato assegnato, il comitato compila una lista di 5 (o, in rari casi, 6) candidati. La lista è pubblicata sui tre maggiori quotidiani egiziani. I fedeli hanno tre mesi di tempo per informarsi compiutamente sui profili scelti dal comitato e per farsi un'idea su chi sia il più adatto a diventare il nuovo Papa;
5. Si riunisce l'assemblea elettiva. Essa è composta dai 74 vescovi della Chiesa copta, cui si aggiungono 12 rappresentanti per ciascuna diocesi, scelti tra gli anziani oppure tra i presidenti delle associazioni di beneficenza o delle organizzazioni senza scopo di lucro. Il corpo elettorale può superare il migliaio di persone;
6. L'assemblea vota. Al termine dello spoglio vengono comunicati i nomi dei tre vescovi che hanno raccolto più preferenze;
7. L'atto finale dell'elezione si svolge durante la Santa Messa. In un'urna d'argento vengono inseriti i cartellini dei tre vescovi. Un ministrante, opportunamente bendato, estrae un cartellino a caso. Il cartellino viene aperto e il nome del nuovo Papa viene immediatamente annunciato ai fedeli.

L'attuale sistema di elezione è in vigore dal 1957.

## Storia del papato copto
Il primo capo di una Chiesa a ricevere il titolo di papa fu Eraclio di Alessandria (232-248). Scrive Eusebio di Cesarea:
(Eusebio di Cesarea, Historia Ecclesiastica, VII, 7, 4)
Dopo il concilio di Calcedonia del 451 il patriarca di Alessandria Dioscoro I di Alessandria non accettò il risultato del concilio.
I papi copti sono stati tra le prime autorità ecclesiastiche a decidere direttamente delle nomine dei presbiteri nelle diocesi.
I papi copti sostengono che la loro successione apostolica sia iniziata con San Marco evangelista ed apostolo, primo vescovo di Alessandria e fondatore della Chiesa in Africa. Secondo Eusebio si recò in Egitto durante il secondo o terzo anno di regno dell'imperatore Claudio, quindi fra il 41 e il 43 d. C.